# Raffaele Cadorna der Jüngere

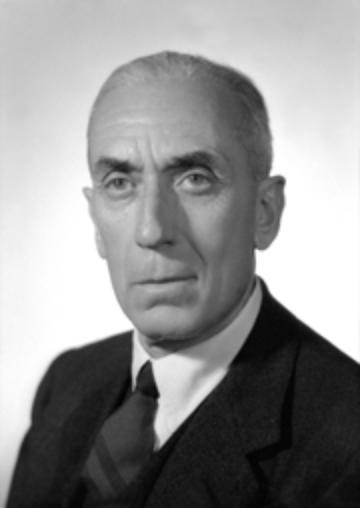
Raffaele Cadorna jr (1953)

Raffaele Cadorna der Jüngere (* 12. September 1889 in Pallanza; † 1973 ebenda) war ein italienischer General. Er war der Enkel von Raffaele Sr. und Sohn von Luigi Cadorna, später führte er eine Gruppierung des italienischen Widerstandes (Resistenza).

## Leben
Raffaele Cadorna Jr. wurde 1909 Kavallerieleutnant und nahm danach sowohl am Krieg gegen die Türken in Libyen als auch am Ersten Weltkrieg teil. Von 1920 bis 1924 war er Mitglied einer alliierten Kommission, die in Deutschland die neuen Grenzen festlegen sollte. Von 1929 bis 1934 war er italienischer Militärattaché in Prag. In den Jahren danach kommandierte er das Regiment „Savoia Cavalleria“ und die Kavallerieschule in Pinerolo. Nach dem Waffenstillstand vom 8. September 1943 kämpfte er bei Rom an der Spitze der 135. Panzerdivision „Ariete II“ kurz gegen deutsche Truppen und schloss sich danach der Widerstandsgruppe des Obersten Giuseppe Cordero Lanza di Montezemolo an. Im Sommer 1944 sprang er mit dem Fallschirm bei Bergamo ab und leitete dann in Mailand das Comitato di Liberazione Nazionale in Norditalien und dann das Corpo Volontari della Libertà, das mit der amerikanischen und der britischen Armee kooperierte. Der erfolgreiche Volksaufstand im April 1945 ermöglichte es ihm, Kapitulationsverhandlungen mit den faschistischen Streitkräften der italienischen Sozialrepublik zu führen. Am 4. Juli 1945 wurde er Generalstabschef des italienischen Heeres. 1948 trat er der Democrazia Cristiana bei, in deren Reihen er bis 1963 als Senator im Parlament saß.